# Fotomultiplicador
Tubos fotomultiplicadores (fotomultiplicadores ou PMTs, abreviados), são membros da classe de tubos de vácuo e, mais especificamente, fototubos a vácuo. São detectores de luz extremamente sensíveis nas faixas ultravioleta, visível e próxima ao infravermelho do espectro eletromagnético. Esses detectores multiplicam a corrente produzida pela luz incidente em até 100 milhões de vezes (160 dB), em múltiplos estágios de dínodo (eletrodos especiais), permitindo, por exemplo, que indivíduos sejam detectados quando o fluxo incidente de luz é baixo.
A combinação de alto ganho, baixo ruído, resposta de alta frequência ou, equivalentemente, resposta ultrarrápida e grande área de coleta, tem mantido os fotomultiplicadores como um local essencial em espectroscopia de baixa luminosidade, microscopia confocal, espectroscopia Raman, espectroscopia de fluorescência, física nuclear e de partículas, astronomia, diagnósticos médicos, incluindo exames de sangue, imagens médicas, varredura de filmes cinematográficos (telecine), interferência de radar e scanners de imagens de alta qualidade, conhecidos como "scanners de tambor".
Elementos de tecnologia fotomultiplicadora, quando integrados de forma diferente, são a base dos dispositivos de visão noturna. Pesquisas que analisam a dispersão de luz, como o estudo de polímeros em solução, geralmente usam um laser e um PMT para coletar os dados de luz dispersa.
Dispositivos semicondutores, particularmente fotodiodos de avalanche, são alternativas para fotomultiplicadores; no entanto, os fotomultiplicadores são especialmente adequados para aplicações que exigem detecção de luz de baixo ruído e alta sensibilidade, que é colimada imperfeitamente.
Os fotomultiplicadores são tipicamente construídos com um invólucro de vidro, usando uma vedação de vidro contra metal, extremamente rígida e durável como outros tubos de vácuo, contendo um fotocátodo, vários eletrodos (dínodos) e um ânodo. Os fótons incidentes atingem o material do fotocátodo, que geralmente é uma fina camada condutora depositada por vapor no interior da janela de entrada do dispositivo. Os elétrons são ejetados dessa superfície como consequência do efeito fotoelétrico. Um eletrodo de foco concentra o feixe em direção ao multiplicador de elétrons, onde são multiplicados pelo processo de emissão secundária.

O multiplicador de elétrons consiste em vários eletrodos chamados dínodos. Cada um é mantido em um potencial mais positivo que o anterior, por volta de 100 volts. Um elétron primário sai do fotocátodo com a energia do fóton incidente (cerca de 3 eV para fótons azuis) e se move em direção ao primeiro dínodo, porque é acelerado por um campo elétrico. Ao atingir o primeiro dínodo, mais elétrons de baixa energia são emitidos, e esses elétrons, por sua vez, são acelerados em direção ao segundo dínodo. A geometria do conjunto é tal que ocorre uma reação em cascata com um número exponencialmente crescente de elétrons sendo produzidos em cada estágio. O último estágio é chamado de ânodo, onde a chegada dos elétrons aparece sob a forma de um pulso de corrente acentuado, facilmente detectável por um instrumento, revelando a incidência do fóton no fotocátodo, aproximadamente 50 nanosegundos antes.

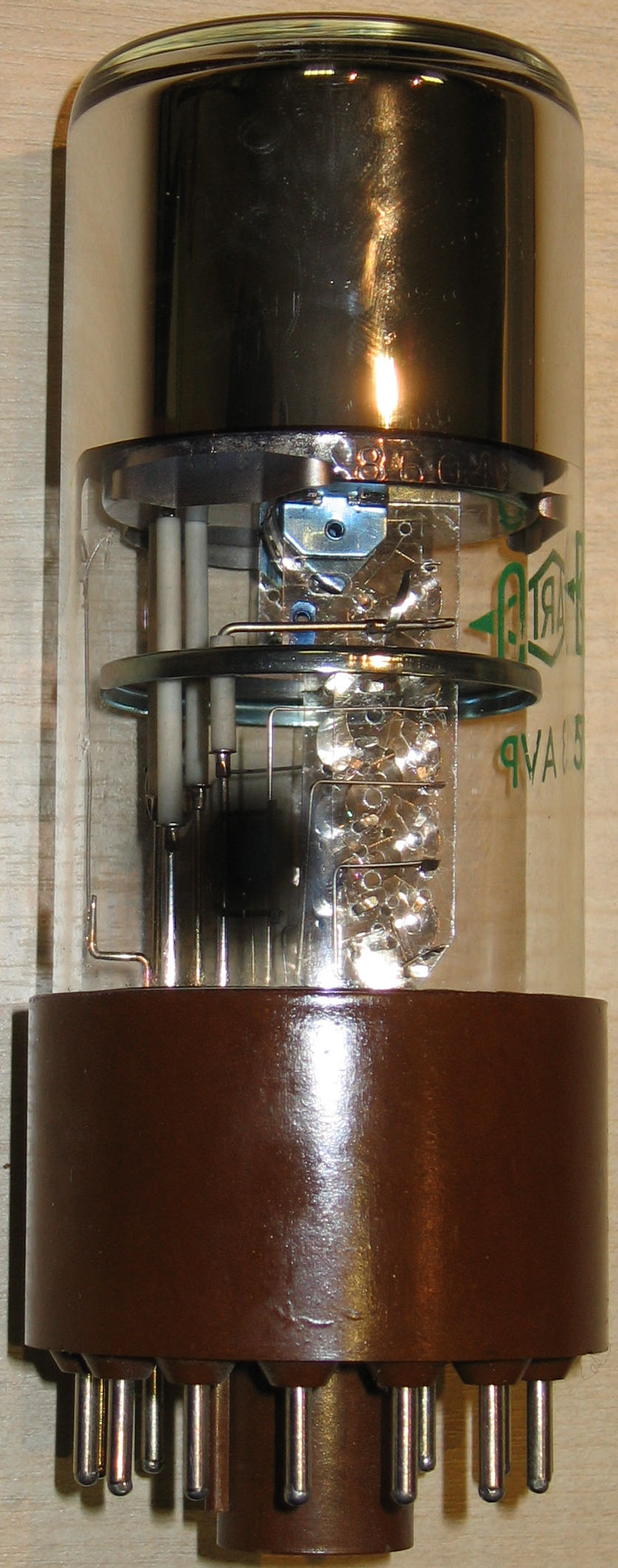
Fotomultiplicador

## História
A invenção do fotomultiplicador baseia-se em duas realizações anteriores, as descobertas separadas do efeito fotoelétrico e da emissão secundária.

### Efeito fotoelétrico
A primeira demonstração do efeito fotoelétrico foi realizada em 1887 por Heinrich Hertz usando luz ultravioleta. Significativo para aplicações práticas, Elster e Geitel, dois anos depois, demonstraram o mesmo efeito usando luz visível, atingindo metais alcalinos (potássio e sódio). A adição de césio, outro metal alcalino, permitiu que a faixa de comprimentos de onda sensíveis fosse estendida para comprimentos de onda mais longos na porção vermelha do espectro visível.
Historicamente, o efeito fotoelétrico está associado a Albert Einstein, que se baseou no fenômeno para estabelecer o princípio fundamental da mecânica quântica em 1905, uma realização pela qual Einstein recebeu o Prêmio Nobel de 1921. Vale a pena notar que Heinrich Hertz, trabalhando 18 anos antes, não havia reconhecido que a energia cinética dos elétrons emitidos é proporcional à freqüência, mas independente da intensidade óptica. Este fato implicava na concepção de uma natureza discreta da luz, isto é, a existência de quanta, pela primeira vez.

### Emissão secundária
O fenômeno da emissão secundária (a capacidade de elétrons causarem a emissão de elétrons adicionais ao colidir com um eletrodo) foi, a princípio, limitado a fenômenos e dispositivos puramente eletrônicos (não necessariamente fotossensíveis). Em 1899, o efeito foi relatado pela primeira vez por Villard. Em 1902, Austin e Starke relataram que as superfícies de metal impactadas por feixes de elétrons emitiam um número ainda maior de elétrons. A aplicação da recém-descoberta emissão secundária à amplificação de sinais só foi proposta após a Primeira Guerra Mundial pelo cientista da Westinghouse, Joseph Slepian, em uma patente de 1919.

## A câmera de televisão
Os ingredientes para inventar o fotomultiplicador foram se unindo durante a década de 1920, à medida que o ritmo da tecnologia de tubos de vácuo acelerava. O principal objetivo para muitos, se não a maioria, dos trabalhadores era a necessidade de uma tecnologia prática de câmera de televisão. A televisão foi perseguida com protótipos primitivos por décadas, antes da introdução da primeira câmera viável, em 1934 (o iconoscópio). As primeiras câmeras de televisão  não tinham sensibilidade. A tecnologia fotomultiplicadora foi desenvolvida para permitir que os tubos de imagem, como o iconoscópio e, mais tarde, o ortichon, fossem sensíveis o suficiente para serem práticos. Assim, projetou-se combinar os fenômenos duplos de fotoemissão  com emissão secundária, para criar um fotomultiplicador prático.

### Primeiro fotomultiplicador, estágio único
A primeira demonstração documentada do fotomultiplicador remonta às conquistas iniciais de 1934, por uma equipe da RCA, baseada em Harrison, NJ. Harley Iams e Bernard Salzberg foram os primeiros a integrar um cátodo de efeito fotoelétrico e um estágio de amplificação por emissão secundária na mesma válvula, caracterizando seu desempenho como um fotomultiplicador (Proceedings of Institute of Radio Engineers - Proc. IRE). O dispositivo consistia em um fotocátodo semicilíndrico, um emissor secundário montado no eixo e uma grade coletora em torno do emissor secundário. O tubo teve um ganho aproximado de oito e operou em frequências bem acima de 10 kHz.

### Fotomultiplicadores magnéticos (1934 a 1937)
Na época, o ganho máximo  que poderia ser alcançado era de aproximadamente 10. Ganhos mais altos foram alcançados com os fotomultiplicadores de múltiplos estágios, nos quais o rendimento  poderia ser multiplicado sucessivamente em várias etapas. O desafio era fazer com que os fotoelétrons colidissem em eletrodos de voltagem mais alta sucessivamente, em vez de viajar diretamente para o eletrodo final (ânodo). Inicialmente, este desafio foi superado usando campos magnéticos fortes para dobrar as trajetórias dos elétrons. Tal esquema já havia sido concebido pelo inventor J. Slepian em 1919.  

### Materiais defotocátodos
Os fotocátodos podem ser feitos de uma variedade de materiais, com diferentes propriedades. Normalmente, os materiais têm baixa função de trabalho e, portanto, propensos à emissão termiônica, causando ruído e corrente escura, especialmente os materiais sensíveis ao infravermelho; resfriar o fotocátodo reduz esse ruído térmico.
Os materiais de fotocátodo mais comuns são:
- Ag-O-Cs (também chamado de S1), sensível de 300 a 1200 nm. Alta corrente escura; usado principalmente em infravermelho próximo, com o fotocátodo resfriado;
- GaAs: Cs, arsenieto de gálio ativado por césio, resposta plana de 300 a 850 nm, passando para ultravioleta e para 930 nm;
- InGaAs: Cs, arsenieto de índio-gálio ativado por césio, maior sensibilidade ao infravermelho do que GaAs: Cs, entre 900–1000 nm, relação sinal / ruído muito mais alta que Ag-O-Cs;
- Sb-Cs, (também chamado S11) antimônio ativado por césio, usado para fotocátodos em modo reflexivo; intervalo de resposta de ultravioleta a visível, amplamente utilizado;
- Bialkali (Sb-K-Cs, Sb-Rb-Cs), antimônio-rubídio ativado por césio ou liga de antimônio-potássio,  com maior sensibilidade e menor ruído. pode ser usado para o modo de transmissão;
- Bialkali de alta temperatura (Na-K-Sb), pode operar até 175 ° C, usado em poço de registro, baixa corrente escura à temperatura ambiente;
- Multialkali (Na-K-Sb-Cs), (também chamado S20), ampla resposta espectral do ultravioleta ao infravermelho próximo, o processamento especial do cátodo pode se estender até 930 nm, usado em espectrofotômetros de banda larga;
- Solar-cego (Cs-Te, Cs-I), sensível ao vácuo-UV e ultravioleta, insensível à luz visível e infravermelho (Cs-Te tem corte a 320 nm, Cs-I a 200 nm).

### Materiais da janela
As janelas dos fotomultiplicadores atuam como filtros de comprimento de onda; isso pode ser irrelevante se os comprimentos de onda de corte estiverem fora da faixa de aplicação ou fora da faixa de sensibilidade do fotocátodo, mas cuidados especiais devem ser tomados para comprimentos de onda incomuns. Vidro de borossilicato é comumente usado para infravermelho próximo a cerca de 300 nm. Vidros de borossilicato ricos em borato também existem em versões de alta permeabilidade UV e ao redor de 254 nm. Vidro com muito baixo teor de potássio pode ser usado com fotocátodos bialkali para baixar a radiação de fundo do isótopo potássio-40. O vidro ultravioleta permeia luz visível e ultravioleta até 185 nm. Usado em espectroscopia. A sílica sintética até 160 nm, absorve menos UV do que a sílica fundida. O selo é vulnerável a choques mecânicos. O fluoreto de magnésio permeia ultravioleta até 115 nm.

### Considerações de uso
Os tubos fotomultiplicadores tipicamente utilizam de 1.000 a 2.000 volts para acelerar os elétrons dentro da cadeia de dínodos.  A tensão mais negativa é conectada ao cátodo e a tensão mais positiva é conectada ao ânodo.
Fontes de alta voltagem negativas (com o terminal positivo aterrado) são frequentemente preferidas, porque essa configuração permite que a fotocorrente seja medida no lado de baixa tensão do circuito para amplificação por circuitos eletrônicos subseqüentes operando em baixa tensão. No entanto, com o fotocátodo em alta tensão, as correntes de fuga às vezes resultam em pulsos indesejados de "corrente escura" que podem afetar a operação. As tensões são distribuídas aos dínodos por um divisor de tensão resistivo, embora variações como projetos ativos (com transistores ou diodos) sejam possíveis. O design do divisor, que influencia a resposta de frequência ou o tempo de subida, pode ser selecionado para se adequar a diversas aplicações. Alguns instrumentos que utilizam fotomultiplicadores possuem disposições para variar a tensão do ânodo para controlar o ganho do sistema.
Enquanto alimentados (energizados), os fotomultiplicadores devem ser protegidos da luz ambiente para evitar sua destruição por superexcitação. Em algumas aplicações, essa proteção é realizada mecanicamente por intertravamentos elétricos ou persianas que protegem o tubo quando o compartimento fotomultiplicador é aberto. Outra opção é adicionar proteção de sobrecorrente no circuito externo, de modo que quando a corrente anódica medida excede um limite seguro, a alta tensão é reduzida.
Se usado em um local com campos magnéticos fortes, que podem curvar a trajetória de elétrons, os fotomultiplicadores são geralmente blindados magneticamente por uma camada de ferro macio ou mu-metal. Este escudo magnético é frequentemente mantido no potencial do cátodo. Quando este é o caso, a blindagem externa também deve ser isolada eletricamente por causa da alta voltagem. Fotomultiplicadores com grandes distâncias entre o fotocátodo e o primeiro dínodo são especialmente sensíveis aos campos magnéticos.

## Aplicações
Fotomultiplicadores foram os primeiros dispositivos de olho elétrico, sendo usados para medir interrupções em feixes de luz. Os fotomultiplicadores são usados em conjunto com os cintiladores para detectar radiação ionizante e radiação de partículas, em experimentos de física. Em laboratórios de pesquisa, para medir a intensidade e o espectro de materiais emissores de luz, como semicondutores compostos e pontos quânticos. Como detectores em muitos espectrofotômetros. São, ainda, usados em vários projetos de equipamentos médicos, como análise de sangue, para determinar a concentração relativa de vários componentes, em combinação com filtros ópticos e lâmpadas incandescentes.

### Aplicações de alta sensibilidade
Após 50 anos, durante os quais componentes eletrônicos de estado sólido substituíram amplamente as válvulas, o fotomultiplicador continua sendo um componente optoeletrônico único e importante. Talvez a sua qualidade mais útil seja que ele atue, eletronicamente, como uma fonte de corrente limpa, devido à alta voltagem, facilitando a extração das minúsculas correntes associadas aos sinais de luz fraca. Não existe nenhum ruído de Johnson associado a correntes desses sensores, apesar de serem grandemente amplificadas, por exemplo, 100 mil vezes (isto é, 100 dB) ou mais.
Para fluxos pequenos de fótons, o fotomultiplicador pode ser operado no modo de contagem  Geiger. Assim, o ganho do fotomultiplicador é ajustado de forma tão alta (usando alta voltagem) que um único elétron resultante de um único fóton incidente na superfície primária gera uma corrente muito grande no circuito de saída. No entanto, devido à avalanche de corrente, é necessário um reset do fotomultiplicador.
Um fotomultiplicador poderá produzir uma pequena corrente mesmo sem fótons incidentes; isso é chamado de corrente escura. Aplicações de contagem de fótons geralmente exigem fotomultiplicadores projetados para minimizar a corrente escura.
No entanto, a capacidade de detectar fótons únicos atingindo a superfície fotossensível primária revela o princípio de quantização que Einstein apresentou. A contagem de fótons (como é chamada) revela que a luz, não apenas sendo uma onda, consiste de partículas discretas (ou seja, fótons).